# Massinium
Massinium is een geslacht van zeekomkommers uit de familie Phyllophoridae.

## Soorten
- Massinium albicans Samyn, Thandar, VandenSpiegel, 2010
- Massinium arthroprocessum (Thandar, 1989)
- Massinium bonapartum O'Loughlin, 2014
- Massinium dissimilis (Cherbonnier, 1988)
- Massinium granulosum Samyn, Thandar, VandenSpiegel, 2010
- Massinium keesingi O'Loughlin, 2014
- Massinium maculosum Samyn & Thandar, 2003
- Massinium magnum (Ludwig, 1882)
- Massinium melanieae O'Loughlin, 2012
- Massinium vimsi O'Loughlin, 2012
- Massinium watsonae O'Loughlin, 2012